# Myllita tasmanica
Myllita tasmanica is een tweekleppigensoort uit de familie van de Lasaeidae. De wetenschappelijke naam van de soort werd in 1876 gepubliceerd door Julian Edmund Tenison-Woods.